# Orinomana
Orinomana là một chi nhện trong họ Uloboridae.